# هوانگ-اول-سو
هوانگ-اول-سو (انگلیسی: Hwang Eul-su) بوکسور کره‌ای‌تبار اهل ژاپن بود.